# Kozłów (obwód tarnopolski)
Kozłów (ukr. Козлів) – osiedle typu miejskiego (dawniej miasto) na Ukrainie w rejonie tarnopolskim obwodu tarnopolskiego, nad rzeczkami Wosuszka i Cycorka.

## Historia
Pierwsza wzmianka pisemna o Kozłowie pochodzi z 1448 r. Kolejna wzmianka zawarta jest piśmie króla Kazimierza Jagiellończyka, który na cel rozbudowy miejscowości przekazał szlachcicowi Albertowi Borowskiemu 200 marek polskich. Z kolei król Aleksander Jagiellończyk darował wieś arcybiskupstwu lwowskiemu, wyrażając jednocześnie zgodę na przekształcenie jej w miasto. Natomiast król Stefan Batory wydał w 1577 r. rozporządzenie nakazujące odbudowę miasta po najeździe Tatarów.
W 1735 r. w Kozłowie arcybiskup lwowski Jan Skarbek wzniósł drewniany kościół pw. Podwyższenia Krzyża. W jego bocznej kaplicy umieszczono obraz Pana Jezusa Cierpiącego, który zasłynął jako cudowny. Ze względu na szybko rozwijający się kult arcybiskup Wacław Hieronim Sierakowski nakazał na miejscu kościoła drewnianego  wznieść murowany, który w 1775 r. konsekrował pw. Matki Bożej Różańcowej. Rozpoczęto też w innym miejscu budowę kolejnego kościoła rzymskokatolickiego, ale niedokończony obiekt przekazano wiernym greckokatolickim, którzy przebudowali go na cerkiew pw.  Wniebowstąpienia Pana Jezusa Chrystusa, konsekrowaną w 1896 r..
W połowie XIX  w Kozłowie zbudowano też drewnianą, dwuklasową szkołę. W 1932 r, na jej miejscu powstała szkoła murowana, czteroklasową, która przyjęła imię Mikołaja Kopernika.
Za II Rzeczypospolitej Kozłów należał do powiatu brzeżańskiego w województwie tarnopolskim. 1 lipca 1925 Kozłów przeniesiono do powiatu tarnopolskiego. 1 sierpnia 1934 gminę Kozłów (z samym Kozłowem) przemianowano na gmina Kozłów I, ze względu na utworzenie oddzielnej gminy wiejskiej z siedzibą w Kozłowie o nazwie Kozłów II. Pod okupacją 1941-44 siedziba nowej gminy Kozłów.
Od maja do lipca 1944 r. na terenie Kozłowa i okolic utrzymywał się front niemiecko-radziecki, co doprowadziły do wielkich strat wśród ludności cywilnej. Zniszczono też znaczną cześć budynków, w tym kościół pw. Matki Bożej Różańcowej, który Niemcy wysadzili 2 lipca tegoż roku. Spod gruzów proboszcz parafii wydobył cudowny obraz Pana Jezusa, który dziś znajduje się w kościele w Cewkowie k. Lubaczowa
Po II wojnie światowej Polacy zamieszkujący Kozłów zostali przesiedleni do Kuniowa koło Kluczborka oraz Prężynki i Wasiłowic koło Prudnika.
W 1961 Kozłów otrzymał status osiedla miejskiego.
W 1989 liczyło 2041 mieszkańców.
W 2013 liczyło 1846 mieszkańców.

## Ludzie urodzeni w Kozłowie
- Henryk Kleinrok (1931 – 2017) – inżynier, działacz Klubu Tarnopolan w Krakowie[13].
- Władysław Kleinrok (1898 – 1940) – polski policjant, aresztowany przez NKWD w 1939 r., zamordowany w Kalininie[14]
- Zdzisław Kleinrok (1928 – 2002) – polski lekarz, farmakolog, profesor nauk medycznych, trzykrotny rektor Akademii Medycznej w Lublinie (1984–1990 oraz 1996–1999), członek PAN i PAU[15].
- Leon Mrzygłocki (1908-1990) – działacz narodowy i niepodległościowy.